# 奇妙小说
《奇妙小说》（英語：Fantastic Novels）是美国科幻奇幻纸浆杂志，于1940至1941年由纽约弗兰克·蒙西公司出版，后又于1948至1951年经该市流行出版社发行。《奇妙小说》是《著名奇幻懸疑》的姐妹篇，两本杂志刊登的大部分内容都是转载数十年前的科幻或奇幻文学经典作品，作者包括亚伯拉罕·格雷斯·梅里特、乔治·艾伦·英格兰和维克多·卢梭·伊曼纽尔，偶尔也会转载年代更近的作品，如亨利·库特纳与凯瑟琳·露西尔·摩尔合著的《地球的最后堡垒》。
杂志首轮出版共持续五期，流行出版社接手后又推出20期。每期主编都是玛丽·格纳丁格，她对梅里特的作品特别青睐，选登比例最高，大幅提升梅里特当时的知名度。1948至1951年，加拿大共出版17期《奇妙小说》，但都是重印流行出版社的版本；1950至1951年，英国也重发两期。

## 出版史

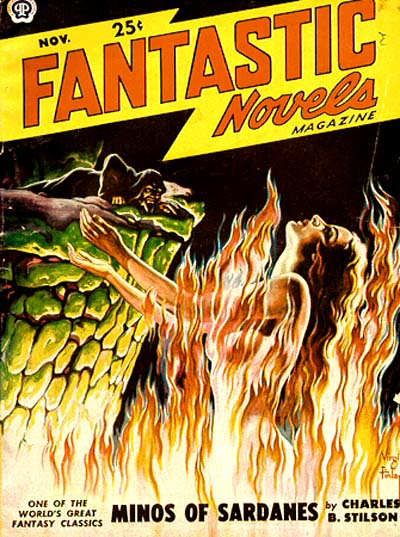
1949年11月的《奇妙小说》，封面由维吉尔·芬莱设计。

20世纪初，科幻文学作品开始频繁在流行杂志刊载，例如大型纸浆杂志出版商弗兰克·蒙西公司就曾刊登大量科幻作品。1926年，首部纯科幻纸浆杂志《惊奇故事》面世。20世纪30年代，蒙西公司继续通过《阿戈西》（Argosy）发表科幻文章；1939年又借科幻文学日益流行的东风推出《著名奇幻懸疑》，主要转载蒙西公司其他杂志上最受欢迎的科幻和奇幻文学作品。
新杂志面世后马上开始热卖，转载老文章的市场需求促使蒙西公司决定在1940年7月推出姐妹篇《奇妙小说》，两本杂志均由玛丽·格纳丁格主编。《著名奇妙奥秘》和《奇妙小说》都是双月刊，发行月份正好错开，但《奇妙小说》第四期于1941年1月推出后，第五期却推迟到4月才出版。此后两本杂志合并，《奇妙小说》停刊，发行商对此的解释是《著名奇妙奥秘》“明显更受青睐”，但从实际情况来看真实原因很可能是第二次世界大战导致的生产困境。1941年6月和8月的《著名奇妙奥秘》都在封面印有口号“与《奇妙小说》合并”。
1942年末，蒙西公司把《著名奇妙奥秘》的发行权转让给流行出版社（Popular Publications），《神奇小说》也于1948年重见天日。格纳丁格的主编职务未受东家换人影响，所以继续执掌《神奇小说》。新版于1948年3月首发，编目第一卷第六期，承接蒙西公司出版的五期。此后《神奇小说》还推出19期，最后一期是1951年6月刊，书中还宣布将会刊登奥蒂斯·阿德尔伯特·克莱恩（Otis Adelbert Kline）的《月之玛扎》（Maza of the Moon），显然出版社是突然决定停刊。

## 内容

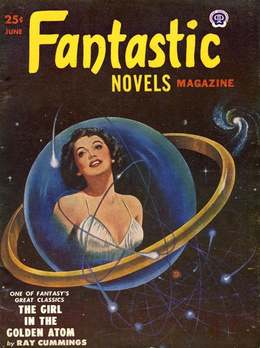
1951年6月的《神奇小说》成为绝响，而且杂志上没有任何说明。

《著名奇幻懸疑》部分读者希望每期杂志转载一两部中长篇小说，《奇妙小说》由此诞生。格纳丁格经过观察得出结论，如果“两本杂志每期都连载五到七部小说，那么读者虽然非常满意，但对目录列出的大堆标题总会希望能快点看完”。新杂志面世时，奥斯丁·霍尔（Austin Hall）与荷默·伊昂·弗林特（Homer Eon Flint）合著的《盲点》（The Blind Spot）在《著名奇幻懸疑》已连载一部分，其中1940年5至6月刊（双月刊）刊登第三期。为吸引老杂志读者购买《奇妙小说》，格纳丁格在新杂志创刊号登出《盲点》全文。此后四期的《奇妙小说》分别刊登雷·卡明斯（Ray Cummings）的《金原子人》（People of the Golden Atom）、拉尔夫·米尔恩·法利（Ralph Milne Farley）的《无线电野兽》（The Radio Beasts），以及亚伯拉罕·格雷斯·梅里特的《蛇母》（The Snake Mother）和《幻景居民》（The Dwellers in the Mirage）。格纳丁格对梅里特的作品青眼有加，大幅提升后者当时在奇幻文学界的知名度。
1948至1951年杂志二度发行期间，格纳丁格继续转载蒙西公司主控期间最受读者欢迎作家的作品，其中依然以梅里特最多，其他作者包括乔治·艾伦·英格兰（George Allan England）、维克多·卢梭·伊曼纽尔（Victor Rousseau Emanuel）、雷·卡明斯，以及采用笔名“弗朗西斯·史蒂文斯”（Francis Stevens）的格特鲁德·巴罗斯·贝内特（Gertrude Barrows Bennett）。杂志偶尔还会再版年代更近的作品，如亨利·库特纳（Henry Kuttner）与凯瑟琳·露西尔·摩尔（C. L. Moore）合著的《地球的最后堡垒》（Earth's Last Citadel），该文曾于1943年在《阿戈西》连载。1951和1953年，《奇妙小说》与《著名奇幻懸疑》先后停刊，估计原因很可能是早期科幻文学作品已经难以再入这个时代读者的法眼。
除最后一期外，每期《奇妙小说》登有一部完整中长篇小说和多篇短文。杂志封面大多由维吉尔·芬莱（Virgil Finlay）、劳伦斯·史蒂文斯（Lawrence Stevens）、彼得·史蒂文斯（Peter Stevens）和诺曼·桑德斯（Norman Saunders）创作，此外还有一本早期杂志封面是弗兰克·保罗（Frank R. Paul）绘制。

## 书目详细信息
| | 一月 | 二月 | 三月 | 四月 | 五月 | 六月 | 七月 | 八月 | 九月 | 十月 | 十一月 | 十二月 |
| 1940 |      |      |      |      |      |      | 1/1  |      | 1/2  |      | 1/3    |        |
| 1941 | 1/4  |      |      | 1/5  |      |      |      |      |      |      |        |        |
| |      |      |      |      |      |      |      |      |      |      |        |        |
| 1948 |      |      | 1/6  |      | 2/1  |      | 2/2  |      | 2/3  |      | 2/4    |        |
| 1949 | 2/5  |      | 2/6  |      | 3/1  |      | 3/2  |      | 3/3  |      | 3/4    |        |
| 1950 | 3/5  |      | 3/6  |      | 4/1  |      | 4/2  |      | 4/3  |      | 4/4    |        |
| 1951 | 4/5  |      |      | 4/6  |      | 5/1  |      |      |      |      |        |        |
| 《卫星科幻》出版详细信息，表格最左侧是年份，上方是月份， 其他数字代表“卷号/期数”，所有杂志均为玛丽·格纳丁格主编。 |      |      |      |      |      |      |      |      |      |      |        |        |

所有《奇妙小说》均由玛丽·格纳丁格主编，其中1940年7月至1941年4月共发行五期，1948年3月至1951年6月20期。杂志为双月刊，但有两次例外，分别原定1941年3月和1951年3月发行，但均推迟一个月。杂志卷号始终保持规律，前四卷均为六期，最后一卷一期。《奇妙小说》均为纸浆杂志尺寸，其中前两期144页，定价20美分；第三和第四期144页，定价和112页的第五期一样是十美分；第六期开始为132页，定价25美分，但1951年1月起又调整到128页，价格与只有112页的最后两期一样保持不变。
1948年9月至1951年6月，《奇妙小说》经多伦多的“新出版社”（New Publications）发行加拿大重印版，杂志比美国原版长1.27厘米，除封底广告外均与美国同期版本一致。此外《奇妙小说》还有两期英国版本，均由彭伯顿出版社出版，索普与波特公司（Thorpe & Porter）销售，其中1950年3月刊和美国版1949年11月刊相同，只是杂志上没有标明期号和日期；另一期于1951年6月面世，同样未标日期，但有期号“一”，内容和1949年5月美国版基本相同，唯一的区别是英国版只有64页。

### 脚注
1. 1 2  Ashley, Time Machines, pp. 16–23.
2. 1 2  Malcolm Edwards & Peter Nicholls, "SF Magazines", in Clute & Nicholls, Encyclopedia of Science Fiction, pp. 1066–1068.
3. 1 2 3 4  Ashley 2000，第150–151頁.
4. 1 2 3 4 5 6 7 8 9 10 11 12  Thomas D. Clareson, "Fantastic Novels", in Tymn & Ashley, Science Fiction, Fantasy and Weird Fiction Magazines, pp. 241–244.
5. ↑  Famous Fantastic Mysteries vol. III, no 2 (June 1941), front cover.
6. ↑  Famous Fantastic Mysteries vol. III, no 3 (August 1941), front cover.
7. 1 2 3  Thomas D. Clareson, "Famous Fantastic Mysteries", in Tymn & Ashley, Science Fiction, Fantasy and Weird Fiction Magazines, pp. 211–216.
8. ↑  "In the Next Issue", Fantastic Novels vol. 5, no 1 (May  1951), p. 69.
9. ↑  Davin, Partners in Wonder, p. 99.
10. ↑  Malcolm Edwards & Brian M. Stableford, "Henry Kuttner", in Clute & Nicholls, Encyclopedia of Science Fiction, pp. 682–683.
11. ↑  Brian Stableford & Peter Nicholls, "Fantastic Novels", in Clute & Nicholls, Encyclopedia of Science Fiction, p. 405.
12. ↑  Weinberg, A Biographical Dictionary of Science Fiction and Fantasy Artists, p. 260.
13. ↑  Day, Index to the Science Fiction Magazines, p. 171.
14. ↑  Ashley 2000，第280頁.
15. ↑  Tuck, Encyclopedia of Science Fiction and Fantasy: Volume 3, pp. 559–560.